# بولشوی خاپتون
بولشوی خاپتون (روسی: Большой Хаптон) یک کوه در بوریاتیای کشور روسیه است.